# ستاره کوارکی
ستارگان کوارکی یا کوارک اختر نوع خاصی از ستارگان هستند که به طور کامل از ماده کوارکی تشکیل شده‌اند.این مسئله فقط به صورت تئوری مطرح است و بر اساس نظریات به ستارگانی با جرم‌های بین ستاره نوترونی و سیاهچاله گفته می‌شود. از آنجایی که ستارگان نوترونی تماماً از نوترون تشکیل شده‌اند. بنابرین احتمال رفت که ستارگانی وجود داشته باشند که بر اثر فشار نوترون را هم خرد کرده و تبدیل به کوارک کرده‌اند.

## نکات
1. ↑  در ستارگان نوترونی بر اثر فشار پروتون‌ها و الکترون‌ها با هم ترکیب شده و تشکیل نوترون می‌دهند به همین دلیل ستاره تماماً از نوترون تشکیل می‌شود.